# Katja Langenbucher
Katja Christine Langenbucher (* 25. Juli 1968 in Stuttgart), auch Katja Langenbucher-Adolff, ist eine deutsche Rechtswissenschaftlerin und Professorin am House of Finance der Johann Wolfgang Goethe-Universität Frankfurt am Main.

## Leben
Langenbucher studierte ab dem Sommersemester 1988 Rechtswissenschaft zunächst an der Universität Konstanz, dann an der Universität München. An der Hochschule für Philosophie München erwarb sie im Juli 1990 das Bakkalaureat der Philosophie; im Januar 1993 schloss sie mit dem Ersten Juristischen Staatsexamen auch das Jurastudium ab. Nach einem Forschungsaufenthalt an der Harvard Law School arbeitete sie ab 1994 als wissenschaftliche Mitarbeiterin von Claus-Wilhelm Canaris, wo sie im Juli 1995 mit summa cum laude zur Dr. iur. promovierte. Nach dem Zweiten Staatsexamen 1996 erwarb Langenbucher 1998 einen weiteren juristischen Abschluss an der University of Cambridge. 2001 schloss sie das mit dem Bayerischen Habilitationsförderpreis unterstützte Habilitationsverfahren unter Betreuung von Canaris ab und erhielt die Venia legendi für die Fächer Bürgerliches Recht, Handelsrecht, Europarecht, Arbeitsrecht und Rechtsphilosophie.
Es folgten 2001 und 2002 Lehrstuhlvertretungen an den Universitäten München und Heidelberg. Ab dem Wintersemester 2002/03 hatte Langenbucher einen Lehrstuhl für Bürgerliches Recht, Deutsches und Europäisches Handels-, Gesellschafts- und Bankrecht an der Universität Marburg inne. 2007 wechselte sie auf den Lehrstuhl für Bürgerliches Recht, Wirtschaftsrecht und Bankrecht am House of Finance der Johann Wolfgang Goethe-Universität Frankfurt am Main.
2008/09 war sie Inhaberin der Alfred-Grosser-Gastprofesssur an der Sciences Po in Paris und ist seitdem ständige Gastprofessorin ebendort. Weitere Auslandsaufenthalte führten sie an die Sorbonne, die Columbia University, die London School of Economics, die Wirtschaftsuniversität Wien sowie die Fordham University.
Im Sommersemester 2002 war sie Heisenberg-Stipendiatin. Seit 2010 ist sie Mitglied der Frankfurter Wissenschaftlichen Gesellschaft.
Zwischen 2014 und 2018 war sie Mitglied des Aufsichtsrats der Postbank. Seit 2015 gehört sie dem Beirat des Alte Leipziger – Hallesche Konzerns an. Nachdem sie bereits seit 2017 dem Widerspruchsausschuss der Bundesanstalt für Finanzdienstleistungsaufsicht angehört, wurde sie 2019 zusätzlich in den Verwaltungsrat berufen.
2019 wurde sie von der Europäischen Kommission in eine Expertengruppe zur Weiterentwicklung der Kapitalmarktunion gewählt. 2020 war sie Mitglied einer Arbeitsgruppe zur Harmonisierung des deutschen und französischen Wirtschafts- und Insolvenzrechts bei der Deutsch-Französischen Parlamentarischen Versammlung. Nach eigenen Angaben war sie außerdem für das Bundesministerium für wirtschaftliche Zusammenarbeit und Entwicklung, das Bundesministerium der Finanzen sowie das griechische Wissenschaftsministerium beratend tätig.
Katja Langenbucher ist seit 1995 verheiratet mit dem Rechtsanwalt Johannes Adolff und Mutter von drei Söhnen.

## Werk
Langenbuchers Forschungsschwerpunkte liegen vor allem im deutschen und europäischen Aktien- und Kapitalmarktrecht. Darüber hinaus erlangte Langenbucher in Fachkreisen Bekanntheit insbesondere durch ihre Kommentierungen im Münchener Kommentar zum Handelsgesetzbuch, gewisser Teile des Aktiengesetzes in einem von Peter Hommelhoff und Marcus Lutter herausgegebenen Kommentar und Teilen des Zahlungsdiensterechts des BGB.
Ihre frühen Veröffentlichungen betreffen neben Urteilsbesprechungen und Beiträge in Ausbildungszeitschriften hauptsächlich rechtstheoretische Fragestellungen. Auch in ihrer Dissertation hat sie sich rechtstheoretisch und methodologisch mit dem Thema Richterrecht auseinandergesetzt. In ihrer Habilitationsschrift überträgt sie Rechtsgrundsätze aus dem allgemeinen bürgerlichen Recht wie den Vertrauensschutz auf bankrechtliche Problemfelder. Seitdem gilt sie als ausgewiesene Expertin im Bankrecht. Ein neues Untersuchungsinteresse ist die Frage, welche Rechtsfolgen sich aus Innovationen der Finanztechnologie ergeben, etwa bei dem Einsatz von Künstlicher Intelligenz im Rahmen des Kreditscorings. In ihrer Forschung bemüht sie sich um Interdisziplinarität insbesondere zur Sozialpsychologie und Philosophie; sie selbst vergleicht ihre Arbeitsweise mit der einer Philosophin oder Historikerin. Durch Veröffentlichungen unter dem Schlagwort Economic Transplants hat sie versucht, Erkenntnisse aus der Wirtschaftswissenschaft für die Rechtswissenschaft nutzbar zu machen.
In der Fachwelt wurde ihr Lehrbuch zum Aktien- und Kapitalmarktrecht als Novum betrachtet. Sie erörterte Rechtsfragen rund um die Aktiengesellschaft „in einem Guss“ und überwand damit die gängige Trennung zwischen Gesellschafts- und Kapitalmarktrecht.

## Werke (Auswahl)
- Die Entwicklung und Auslegung von Richterrecht. Eine methodologische Untersuchung zur richterlichen Rechtsfortbildung im deutschen Zivilrecht. C.H. Beck, München 1996, ISBN 978-3-406-40431-3 (Dissertation).
- Die Risikozuordnung im bargeldlosen Zahlungsverkehr. C.H. Beck, München 2001, ISBN 978-3-406-47703-4 (Habilitationsschrift).
- mit Hans-Jürgen Lwowski und Gero Fischer (Hrsg.er): Das Recht der Kreditsicherung. 9. Auflage. Erich Schmidt Verlag, Berlin 2011, ISBN 978-3-503-11636-2.
- Aktien- und Kapitalmarktrecht. 4. Auflage. C.H. Beck, München 2018, ISBN 978-3-406-66738-1.
- mit Dirk H. Bliesener und Gerald Spindler (Hrsg.er): Bankrechtskommentar. 2. Auflage. C.H. Beck, München 2016, ISBN 978-3-406-67147-0.
- Economic Transplants. Cambridge University Press, Cambridge 2017, ISBN 978-1-107-08180-2 (englisch).